# Convenção dos Direitos da Mulher de 1848

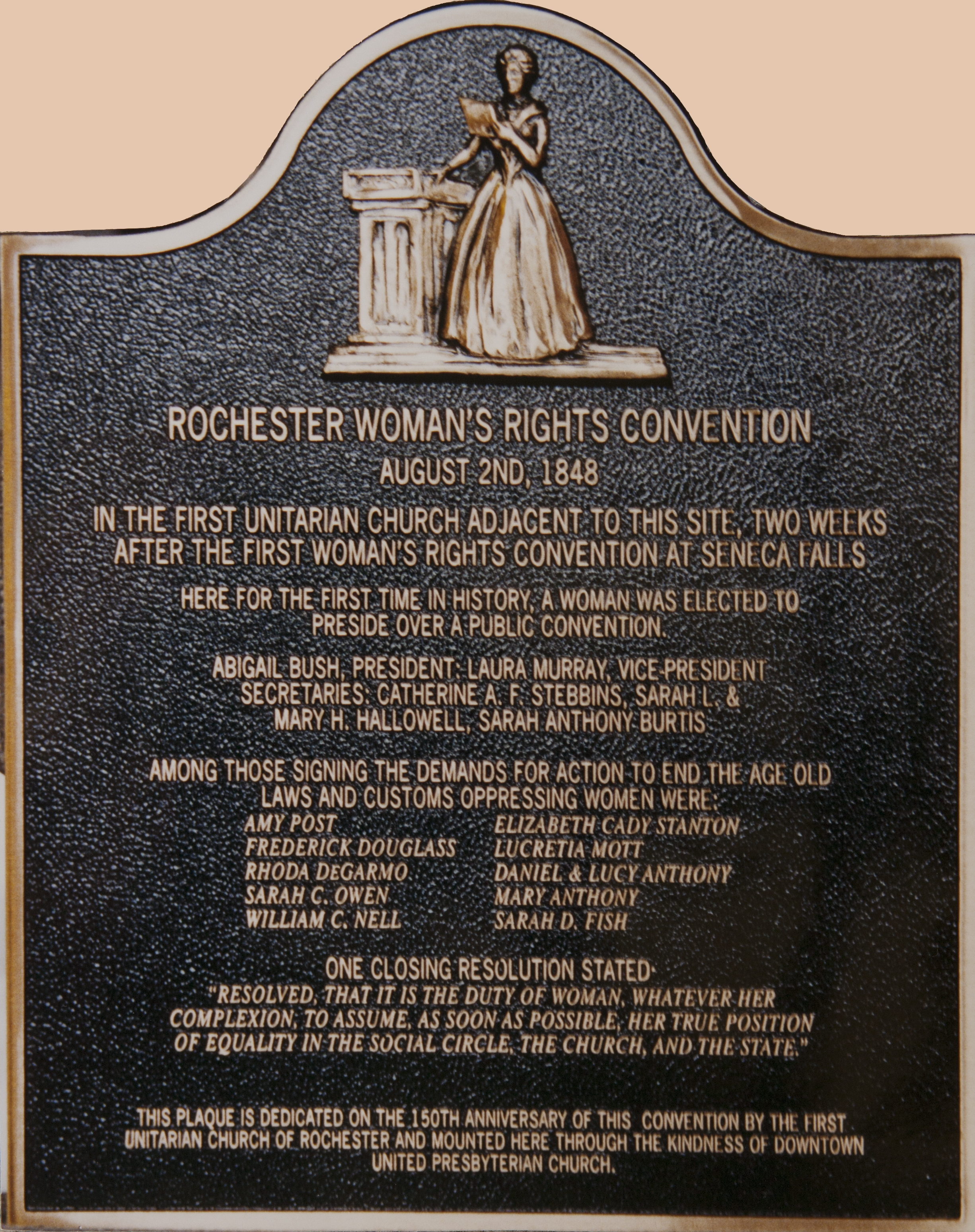
Placa comemorativa da Convenção dos direitos da mulher de 1848.

A Convenção dos direitos da mulher de 1848 reuniu-se em 2 de agosto de 1848 em Rochester, Nova York . Muitos de seus organizadores tinham participado na Convenção de Seneca Falls, a primeira convenção dos direitos da mulher, duas semanas antes em Seneca Falls, uma cidade menor não muito longe. A convenção de Rochester elegeu a uma mulher, Abigail Bush, como presidenta, o que a converte na primeira reunião pública composta por homens e mulheres nos Estados Unidos. Este controvertido passo foi recusado inclusive por alguns dos principais participantes da reunião. A convenção aprovou a Declaração de Sentimentos, que se introduziu pela primeira vez na Convenção de Seneca Falls, incluído o controvertido chamado ao direito de voto das mulheres. Também se discutiu os direitos das mulheres trabalhadoras e se tomaram medidas que conduziram à formação de uma organização local para apoiar esses direitos.
Muitos dos organizadores da convenção eram parte de um grupo de dissidentes Quakers que tinham começado a se associar com a Primeira Igreja Unitária de Rochester, no local da convenção. Este grupo incluía a família de Daniel e Lucy Anthony, cuja filha, Susan B. Anthony, mais tarde converteu-se na líder nacional mais proeminente do movimento do voto feminino.

## História

### Antecedentes
As primeiras ativistas pelos direitos das mulheres tiveram que lidar com a crença prevalecente de que uma mulher estava obrigada a deixar que seu esposo ou outro parente masculino falasse por ela em meios públicos. Teve uma amarga oposição à ideia de que as mulheres expressassem suas opiniões ante «audiências promíscuas», o nome que se deu às audiências que continham tanto homens como mulheres. Em 1837, a Igreja congregacional de Massachusetts, uma força importante nesse estado, emitiu uma carta pastoral para ser lida em todas as congregações que criticavam esta prática, alegando que «ameaçaria à personagem feminina com uma lesão generalizada e permanente».
Apesar da hostilidade, um número pequeno mas crescente de mulheres fez questão de falar, especialmente em oposição à escravatura. Alguns abolicionistas masculinos encorajaram esta prática, enquanto outros se negaram à aceitar. As disputas sobre o papel das mulheres começaram a perturbar o movimento abolicionista, contribuindo a uma rachadura numa convenção em 1840. Estavam a desenvolver-se tensões similares dentro das instituições educativas, que mal estavam a começar a admitir mulheres nos níveis mais altos e dentro do movimento de moderação. Mulheres ativistas interessadas no oeste de Nova York organizaram a primeira convenção sobre os direitos das mulheres, a Convenção de Seneca Falls, para discutir os direitos das mulheres do 19 ao 20 de julho de 1848 na aldeia de Seneca Falls. Pediram que se organizassem convenções similares em todo o país.

### Convenção
Duas semanas após a Convenção de Seneca Falls, várias de suas participantes organizaram uma convenção de rastreamento em Rochester, Nova York , uma cidade não muito longe ao oeste que foi o lar de várias ativistas da reforma. Similar à convenção anterior, a convenção de Rochester estava aberta a qualquer pessoa que estivesse interessada. Lucretia Mott, uma proeminente ativista da reforma Quaker e uma oradora pública experiente que tinha estado visitando a área vinda a Filadelfia, foi uma oradora destacada em Seneca Falls. Ante a petição de sua amiga Amy Pós, uma das organizadoras da convenção de Rochester, Mott concordou ficar na região o tempo suficiente para assistir a esta convenção também. Os organizadores reuniram-se para uma reunião preliminar no dia anterior da convenção em Mechanics Protection Hall em Rochester para propor uma lista de oficiais. Fora do comum, esse quadro incluía uma mulher, Abigail Bush, como presidente.

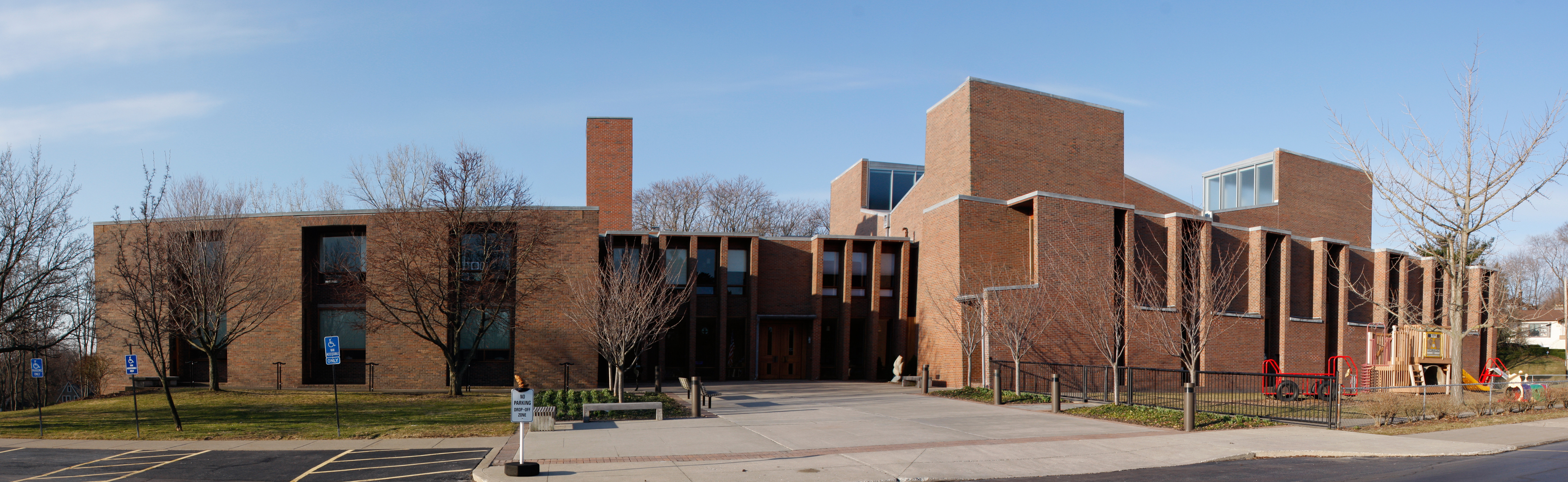
Primeira Igreja Unitária de Rochester, sede da Convenção dos direitos da mulher de 1848.

A Convenção de Rochester reuniu-se em 2 de agosto de 1848 na Primeira Igreja Unitária de Rochester, que «se encheu até transbordar». Amy Pós convocou à convenção para ordenar e ler a pronta proposta de oficiais. Elizabeth McClintock, quem foi proposta como uma das três secretárias da convenção, recusou essa posição porque não estava de acordo com a nomeação de uma mulher como presidenta. A nomeação de Bush como presidenta oficial também foi recusada por Lucretia Mott e Elizabeth Cady Stanton, que «pensaram que era um experimento muito perigoso ter uma mulher presidenta». —Mott e Stanton foram organizadoras finque da Convenção de Seneca Falls, que tinha reconhecido a tradição ao eleger a um homem como seu oficial presidente—. Apesar das dúvidas de alguns de seus membros mais destacados, a Convenção de Rochester elegeu a Abigail Bush como sua presidente, o que a converte na primeira reunião pública composta por homens e mulheres nos Estados Unidos com uma mulher como na presidência. Ela dirigiu a reunião de maneira competente, dissipando rapidamente as dúvidas sobre sua competência e responsabilidade na ação da convenção.

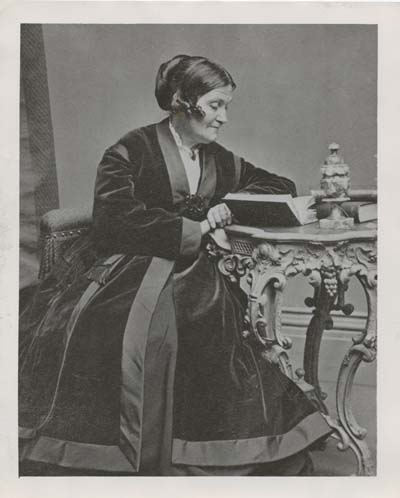
Abigail Bush, primeira mulher eleita para presidenta de uma convenção.

Abigail Bush disse mais tarde: «ao final da primeira sessão, Lucretia Mott acercou-se, abraçou-me com ternura em seus braços e agradeceu-me por presidir ... Quando descobri que meus trabalhos tinham terminado, minha força pareceu me abandonar e chorei como um bebê. Mas isso acabou com a sensação de que deviam ter um homem para presidir suas reuniões». Quatro anos mais tarde, Mott presidiu a Terceira Convenção Nacional dos Direitos da Mulher em Syracuse (Nova York). Stanton desculpou-se depois por sua «conduta insensata» na convenção de Rochester numa carta a Amy Pós, dizendo: «Minha única desculpa é que a mulher tem estado tão pouco acostumada a atuar em público que não sabe sempre o que se deve àqueles que a rodeiam».
As secretárias da convenção não estavam acostumadas a falar em público. Quando tentaram ler as atas da reunião preliminar, não puderam falar o bastante alto como para que lhes ouvissem em toda a sala. Bush pediu à audiência que recordasse que o movimento ainda estava em sua infância e que escutasse com simpatia às oradoras que tinham «mãos trémulas e línguas vacilantes». Sarah Anthony Burtis, uma professora de escola com experiência em se fazer ouvir, ofereceu-se para ler as atas.
A convenção aprovou facilmente a Declaração de Sentimentos que se tinha introduzido na Convenção de Seneca Falls, incluída a controvertida demanda do direito ao voto das mulheres. Frederick Douglass e William Cooper Nell, dois homens afroamericanos, ambos fervorosos abolicionistas, falaram a favor dos direitos das mulheres na Convenção de Rochester.Alguns homens envolveram as mulheres ativistas no debate, argumentando, por exemplo, que um casal de iguais não poderia funcionar porque não teria ninguém para tomar a decisão final em caso de desacordo. Lucretia Mott respondeu que sabia de tais casais dentro da comunidade Quaker e que estavam a funcionar bem.
A convenção incluiu uma discussão sobre os direitos das mulheres trabalhadoras. Exigia igual remuneração por igual trabalho, e atribuiu-lhe à Sra. Roberts a tarefa de estabelecer um comitê para pesquisar a condição da mulher trabalhadora em Rochester. Após a convenção, criou-se a Woman's Protection Union in Rochester.
Mott agradeceu aos membros da Igreja de Rochester por permitir que uma convenção dos direitos das mulheres se reunisse em sua igreja. Uns anos antes, disse, quando a Sociedade de Reforma Moral Feminina de Filadélfia perguntou se podiam celebrar sua conferência anual numa igreja, se lhes concedeu permissão para se reunir unicamente no sótão e se estavam de acordo que não permitir-se-ia às mulheres falar. A sociedade viu-se obrigada a trazer a um clérigo para presidir a conferência e outro para ler os relatos que as mulheres tinham preparado.
Os jornais em outras comunidades em general eram bastante hostis às atividades dos direitos das mulheres, mas a cobertura desta convenção nos jornais locais era de natureza mista. O Rochester Democrat disse: «Esta tem sido uma convenção extraordinária ... Parecia que o grande esforço consistia em apresentar uma proposta nova, impraticavel, absurda e ridícula, e quanto maior é seu absurdo, melhor». No entanto, aprovou os passos que a convenção tinha tomado para aliviar a difícil situação das mulheres trabalhadoras. O Rochester Daily Advertiser fez referências estereotipadas a homens que usavam anáguas e mulheres com calças, mas assinalou que «as discussões da convenção evidenciaram um talento para os esforços forenses que rara vez se superam».

### Informação relacionada
A Convenção de Rochester foi organizada principalmente por um grupo de Hicksite Quakers que tinham renunciado a seu congregação local em meados da década de 1840 após que desaprovasse sua participação pública em atividades contra a escravatura. Vários membros desse grupo posteriormente associaram-se com a Primeira Igreja Unitária, um centro para a atividade de reforma e o lugar da convenção. Destes, a família Anthony foi particularmente significativa. Daniel e Lucy Anthony assistiram à Convenção de Rochester junto com Mary Stafford Anthony, uma de suas filhas. Susan B. Anthony, outra filha, estava a ensinar na escola no centro de Nova York nesse momento e não assistiu à Convenção de Rochester. Mais tarde, no entanto, converteu-se na líder nacional mais proeminente do movimento do sufrágio feminino.
A History of Woman Suffrage, cujo primeiro volume foi escrito em 1881 por Elizabeth Cady Stanton, Susan B. Anthony e Matilda Joslyn Gage, disse que os participantes na Convenção de Seneca Falls sabiam que tinham mais coisas que discutir, pelo que se «suspenderam para se reunir em Rochester em duas semanas». No procedimento parlamentar, uma «reunião adiada», também chamada «reunião continuada», é o nome dado a uma reunião que é uma continuação de uma reunião anterior. A Convenção de Rochester às vezes chama-se a Convenção adiada em Rochester.
A convenção seguinte sobre os direitos da mulher após Rochester foi a da Convenção de Mulheres de Ohio em Ohio, em abril de 1850, que, como as convenções de Seneca Falls e Rochester, foi uma reunião regional. A primeira de uma série de convenções nacionais sobre os direitos das mulheres reuniu-se em Worcester (Massachusetts), em outubro de 1850.